# Alfred Peiser
Alfred Peiser (* 22. August 1876 in Posen; † 31. Januar 1934 in Berlin) war ein deutscher Arzt und Medizinalrat.

## Leben
Alfred Peiser war Sohn eines jüdischen Kaufmanns aus Posen. An seinen Bruder Heinrich Peiser erinnert ein Stolperstein in Berlin-Schöneberg.
Alfred Peiser studierte an der Julius-Maximilians-Universität Würzburg Medizin. Ab 1900 war er dort für drei Jahre Assistent am Anatomischen Institut. Anschließend kehrte er nach Posen zurück, heiratete dort die Schauspielerin Rose Lissmann (1881–1959) und sie bekamen drei Töchter. 1917 zog er mit der Familie nach Berlin. Er war Autor zahlreicher Fachveröffentlichungen und ab 1923 bis zu seinem Tod Chefarzt des Jüdischen Krankenhauses zu Berlin.
Er liegt auf dem jüdischen Friedhof Berlin-Weißensee begraben.
Die Töchter waren die späteren Schauspielerinnen Irene Prador und Lilli Palmer.
Ab 1904 war er Mitglied in der Physikalisch-medizinischen Gesellschaft zu Würzburg.

## Werke (Auswahl)
- Zur Agglutination der Typhusbacillen durch den Harn Typhuskranker, Würzburg 1901. (Dissertation)
- Ueber postoperative Magen– und Darmlähmungen. Beiträge zur klinischen Chirurgie: Mittheilungen aus der chirurgischen Klinik zu Tübingen, Band 93, Laupp'schen Buchhandlung, 1914, S. 685 ff.
- Schienenverbände und ihre Technik, Berlin/Wien 1916.
- Arterielle Embolien und Gefäßspasmus. Archiv für klinische Chirurgie, Band 170, Springer, 1932, S. 30 ff.